# La ballata dello stoccafisso
La ballata dello stoccafisso è il quarto album in studio del gruppo musicale Zetazeroalfa, pubblicato nel 2007.

## Il disco
Il disco è stato pubblicato ufficialmente il 21 aprile 2007.

## Tracce
1. Zang tumb tumb - 3:02
2. Cinghiamattanza - 1:38
3. Asso di bastoni - 3:35
4. Nemica banca - 2:22
5. Nel dubbio mena - 3:40
6. Fare blocco - 4:05
7. Presente! - 3:19
8. Santa teppa - 4:05
9. Nella mischia - 1:48
10. Nero bianco rosso - 3:48
11. Quis contra nos? - 1:55
12. Senza speranza - 3:18
13. Fuliggine - 7:10

## Formazione
- Sinevox - voce
- Dr. Zimox - chitarra
- Mr. Malox - chitarra
- John John Purghezio - basso
- Atom Takemura - batteria